# Mas dels Tres Reis
El Mas dels Tres Reis és una obra de Girona inclosa a l'Inventari del Patrimoni Arquitectònic de Catalunya.

## Descripció
És un edifici de planta allargassada amb pati posterior i torre de defensa a l'esquerra, modificada al segle xix. El pati està envoltat per un costat per annexes de masia. Conserva l'estructura medieval. A la façana hi ha una finestra gòtica de 5 arquets a la que li falta una imposta. A sota hi ha la porta, d'arc rebaixat, segurament reformada d'una semidovellada anterior. La porta té la inscripció SIMONI CORTADA 1804 i una creu refosa. L'edifici és de planta baixa i un pis i la torre té planta baixa i quatre pisos.

## Història
El 1804 es feu la reforma que testimonia la porta d'accés.